# أوستالغي

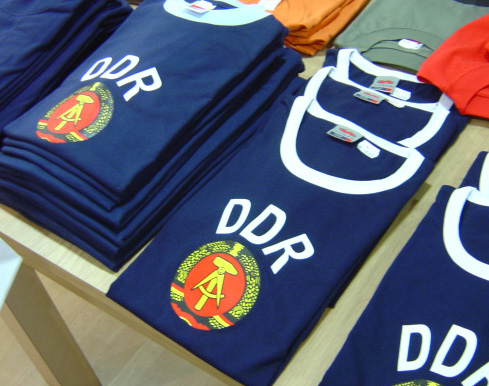
قمصان ج.أ.د (DDR) نصف كم، معروضة للبيع في برلين في 2004

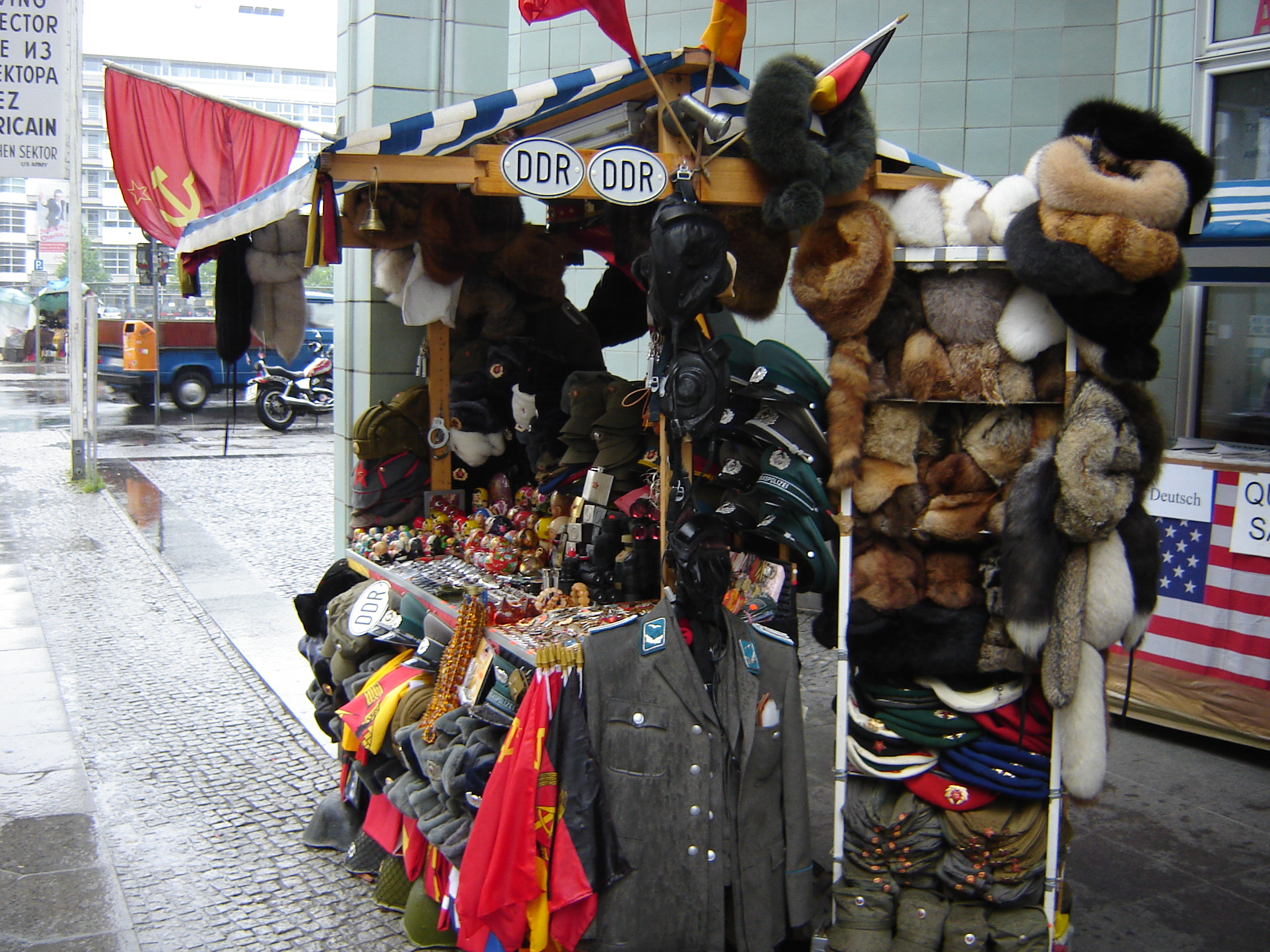
تذكارات سوفييتية و ألمانية شرقية معروضة للبيع في برلين في 2006

أوستالغي أو أوستالجي (بالألمانية: Ostalgie) هو مصطلح ألماني يشير إلى الحنين لمظاهر الحياة في ألمانيا الشرقية. هو لفظ منحوت من الكلمتين الألمانيتين Nostalgie (نوستالغي) والتي تعني الأبابة وكلمة Osten والتي تعني شرق.
يستخدم المصطلح (جنباً إلى جنب عبارة «الأناقة السوفييتية») من حينٍ إلى آخر للإشارة إلى الحنين للحياة تحت ظل النظام الاشتراكي في بلدان أخرى من الكتلة الشرقية، مثل سلوفاكيا، والتشيك، وهنغاريا، وبولندا. كما هو الحال مع الأبابة للاتحاد السوفييتي، فهنالك دوافع مختلفة، سواءاً كانت الفكرانية، أو القومية، أو الأسى لفقدان الإحساس بالوضع الاجتماعي أو الاستقرار، أو حتى الجماليات أو السخرية.

## لمحة تاريخية
مصطلح الأوستالغي معقد ويجب أن لا يوصف بأنه إحساس بسيط بالأبابة. ترتبط الأوستالغي بتاريخ الحرب الباردة، ومن الأفضل دراسة هذا المصطلح في السياق التاريخي وتأثيره الحالي في المجتمع الغربي. وبعد ذلك، سيكون معنى الشرق (Ost) لهذا المصطلح أكثر وضوحاً.
الاختلافات الأكثر وضوحاً هي الحزب السياسي الحاكم في كلا البلدين. أختلافات الحزبين أنشأت إستراتيجية لعملية «الترميم». ففي الغرب، تبنت السلطة نزعة اقتصادية رأسمالية تحت خطة مارشال. من ناحيةٍ أخرى، كانت السلطة في ألمانيا الشرقية تحت ضغطٍ هائلٍ من الاتحاد السوفييتي وتبنت نظام اقتصادي أكثر تطرفاً له متطلبات شديدة للفرد. يظهر التباين بين الدولتين أولاً في اختيارهما لنظامين اقتصاديين مختلفين. حتماً كان هيكل المجتمعين الألمانيين وشعبيهما مختلفين عن بعضهما البعض تحت خلفية واسعة للحرب الباردة. بالرغم من أن الألمانيتين يتشاركان نفس اللغة ونفس التاريخ منذ تأسيس الإمبراطورية الألمانية حتى الهزيمة في الحرب العالمية الثانية، فإن هويتيهم لم تعد هي نفسها في بعد الحياة الاجتماعية المختلفة تماماً. الاختلافات بين ألمانيا الغربية وألمانيا الشرقية واضحة قبل إعادة التوحيد.
بعد سقوط جدار برلين في 1989 وإعادة توحيد ألمانيا التي تبعتها بعام، أُزيل العديد من رموز جمهورية ألمانيا الديمقراطية. اختفت تقريباً كل العلامات التجارية للمنتجات في ألمانيا التجارية من المتاجر واستبدلت بمنتجاتٍ غربية. ومع ذلك، بعد مدةٍ زمنية بدأ معظم الألمان الشرقيين بافتقاد جوانب من حياتهم السابقة (مثل الثقافة والعلامات التجارية المعروفة). تشير الأوستالغي بشكلٍ بارز إلى الحنين لجوانب الحياة اليومية العادية والثقافة في ج.أ.د (جمهورية ألمانيا الديمقراطية) السابقة، والتي اختفت بعد الوحدة.
صاغ المصطلح فنان ملهى من ألمانيا الشرقية يدعى أوفيه شتايمله (Uwe Steimle) في 1992.

## تأثير

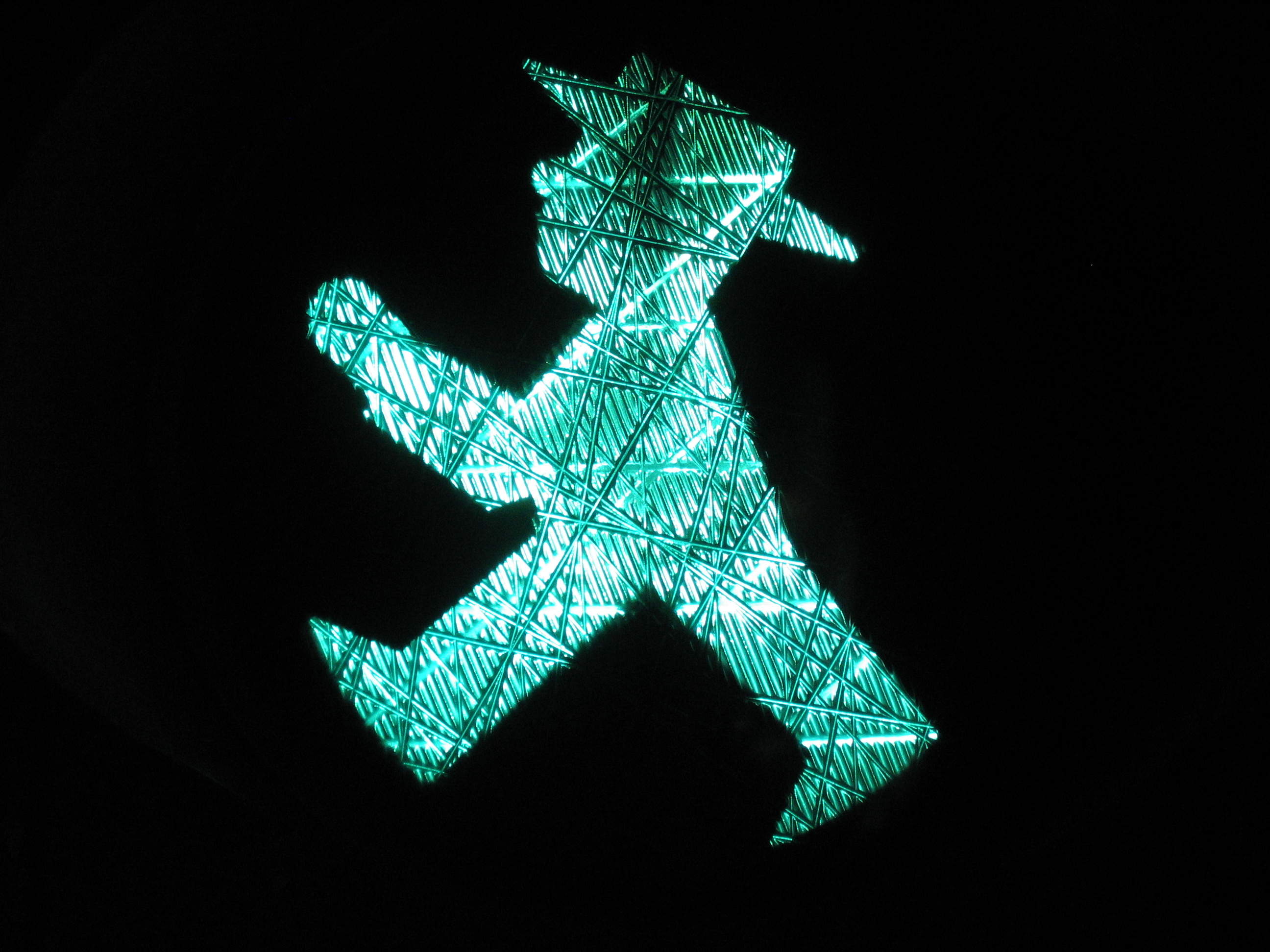
رجل الإشارة الضوئية لممر المشاة

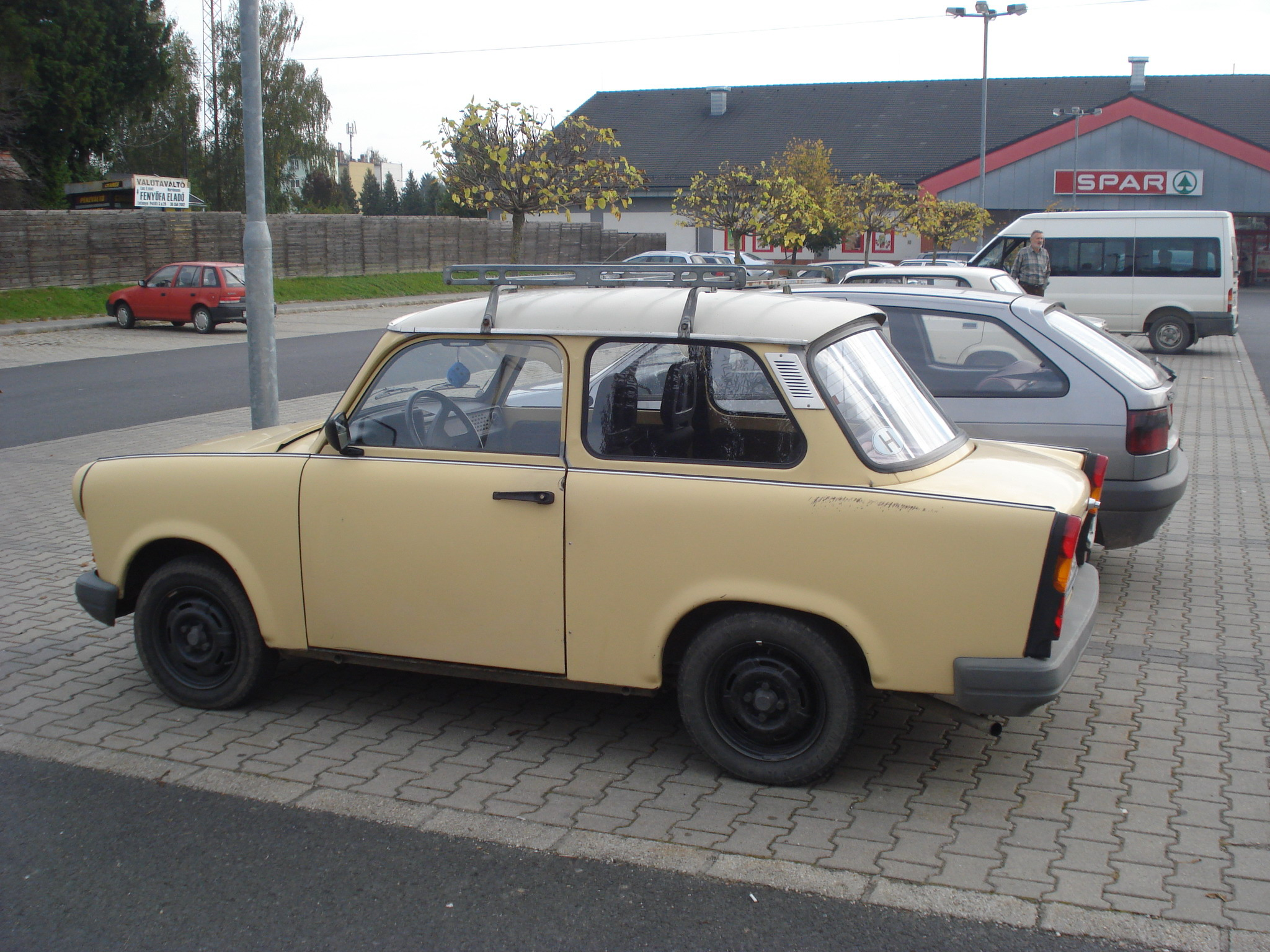
ترابانت قديمة ما زال من الممكن أن تجدها في الشوارع (2014 في هنغاريا)

العديد من شركات الأعمال في ألمانيا تقوم بتوزيع أطعمة لمن يشعر بالأوستالغي وقد بدأت بتزويدهم بتحف تذكرهم بالحياة تحت ظل جمهورية ألمانيا الديمقراطية تشبه القطع القديمة. ومن الأشياء التي أصبحت متوفرة مرةً أخرى: العلامات التجارية للمواد الغذائية الألمانية الشرقية، وبرامج قديمة لتلفزيون الدولة على شرائط فيديو وأقراص دي في دي، وسيارات ترابانت وفارتبورغ التي كانت واسعة الانتشار. وبالإضافة إلى ذلك، فقد كانت الحياة في ألمانيا الشرقية موضوع لعدة أفلام، مثل Sonnenallee (حارة الشمس) الصادر سنة 1999 لـليندر هاوسمان، ووداعا لينين (2003) لـفولفغانغ بيكر، و Kleinruppin Forever (2004) لـكارستن فيبلر.
تجمع جنباً إلى جنب أولئك الساعين للحفاظ على ثقافة ألمانيا الشرقية للحفاظ على «رجل ممر المشاة الشرقي» (Ost-Ampelmännchen)، وهو صورة مضيئة لرجلٍ يرتدي قبعة ومبتهج ومن الممكن أن يكون من برجوازي بسيط - مستوحاة من صورة لإريش هونيكر يرتدي فيها قبعة من قش - في إشارة عبور المشاة. العديد من المدن الألمانية الموجودة في ألمانيا الشرقية السابقة أو القريبة منها مثل برلين، ولوبيك، وإرفورت ما زالت محتفظة باستخدام رجل إشارة مرور المشاة في كل أو بعض ممرات المشاة بسبب أهميته الثقافية، والعديد من التذكارات التي تُباع في ألمانيا الشرقية وبرلين تستفيد من هذا الرمز.
من الأدلة الواضحة على ظاهرة تذكر الشرق تجارياً في ألمانيا الحالية هي تحويل مدينة هاله-نويشتادت (Halle-Neustadt) إلى معلم أثري. هاله-نويشتادت مدينة أُنشئت أثناء وجود نظام ألمانيا لاشرقية وهي الآن نوعاً ما متحف في الهواء الطلق لذاكرة ألمانيا الشرقية. ولكن وجود المتحف أكثر من ذلك، فالسياحة في هاله-نويشتادت هي دليل على إضفاء الطابع التجاري على الأوستالغي. إن تحويل الأوستالغي إلى معلم أثري في هذه الحالة، متعلقٌ نوعاً ما بالسلوك الاستهلاكي. فالأوستالغي ليست معناً واقعياً أو عملياً. أنها التحف الأثرية التي تلعب الدور الرئيس في عملية إضفاء الطابع التجاري على الأوستالغي وليست الحياة الاجتماعية. إذا كانت الحياة الخاصة في ألمانيا الشرقية أكثر تعقيداً من مجرد تحف ورموز، فمن العدل أن نقول أن تحويل الأوستالغي في هاله-نويشتادت يُوجِد صورة نمطية عن ألمانيا الشرقية. وهذا يعني أن انعكاس الأوستالغي في هاله-نويشتادت يجب أن لا يُعتبر تذكير حقيقي لألمانيا الشرقية.
بما أن الحياة الاجتماعية في ألمانيا الشرقية أكثر تعقيداً من مجرد رموز، فيتوجب على الناس أن لا يتعاملوا مع تسويق تلك الرموز على أنها معنى حقيقي للأوستالغي. فمثلاً، الشعب الذي كان يعيش في ألمانيا الشرقية يعتبر تاريخه الذي مضى من الشرطة السرية ومؤسسة الدولة المتشددة جداً كذاكرة مروعة. السلع من تحف ألمانيا الشرقية يجب بطريةٍ ما تمييزها عن مصطلح الأوستالغي أو على الأقل عدم خلطهم به، والتي تُستخدم واقعياً ومتعلقة بتاريخ ألمانيا الذي مضى. ومع ذلك، يجب عدم القول أن تحويل الأوستالغي إلى معلم سياحي أمرٌ سيئ، فتحويلها إلى معلم سياحي هو أحد الطرق لوصف التاريخ.

## الاعتراضات
بلا شك أن الأُوستالغي موجودة في ألمانيا الحالية من خلال السلع والمنتجات. تأثير الأُوستالغي واقعي في السوق.
فعلياً، من الممكن أن تكون مستوحاة من شوق الشرقيين (مصطلح ألماني يطلق على مواطني ج.أ.د السابقة، (بالألمانية: Ossis) للنظام الاجتماعي وإحساس المجتمع بالانتماء لجمهورية ألمانيا الديمقراطية. عندما سألت المجلة الألمانية الغربية المشهورة المرآة Der Spiegel مواطنيين من جمهورية ألمانيا الشرقية السابقة «إذا كانت ألمانيا الشرقية لديها جوانب جيدة أكثر من الجوانب السيئة»، أجاب 57% منهم بنعم. وعندما سأل الصحفي الذي قام بالمقابلة: «أن مواطني ج.أ.د لم تكن لديهم الحرية للسفر حيثما شاؤوا»، فأجابوه «أن هذه الأيام العمال ذوي الأجور المنخفض ليس لديهم تلك الحرية أيضاً».
و لكن هنالك اعتراض عن المعنى الحقيقي لهذا المصطلح والسؤال الرئيسي هو: إذا كانت الأوستالغي تعبير عن حنين السكان السابقين في ألمانيا الشرقية أو هو تصور الألمان الغربيين؟ البعض قد يعترض أن رواج العلامات التجارية والمنتجات الألمانية الشرقية هو ظاهرة نتجت من مشاعر الألمان الشرقيين بسبب الحصول على أشياء مفقودة مرةً أخرى. وفي هذا السياق، يُعتقد أن الألمان الشرقيين يخدعون أنفسهم بالاعتقاد بوجود طوباوية في الماضي. ومن ناحيةٍ أخرى، فمن وجهة نظر بوير أن الأوستالغي هي أشبه بتصور أوجده الألمان الغربيين وبحد وصفه أن الأوستالغي (Ostalgie) هي في الواقع فيستفالغي (Westalgie). فهو ضد الفكرة الشائعة عن الأوستالغي من خلال تحليل الأبعاد المتعددة للثقافة العامة والنقاش حول التاريخ الألماني.'

### رأي بوير أن الأوستالغي هي "ويستالغي
أولاً، يقول بوير أن الأبابة ليست جديدة، فهي تظهر كعَرَض يعكس ضراب في الجسم لعدة قرون. ولكن الشيء المثير للاهتمام بالنسبة لبوير حول فكرة الأبابة هو أن الأبابة مرتبطة بطريقةٍ أو بأخرى بمفهوم الأمة. يمكن القول أن الأبابة ذات صلة بالقومية. وفي هذا السياق، فالحنين للوطن يولد الحب لكل شيءٍ في الوطن ومن ثم يتحول لإستبعاد كل المواد الأجنبية ورغبة بإظهار الوطنية. ولكن كما أكد بوير من قبل، فإن استخدام الأبابة ليس خطيراً كما كانت عليه من قبل. بينما في الماضي، كانت الأبابة واقعاً ومحدودية التقانة كانت تقويها، ومشاعر الشعب الآن نحو هذه الكلمة أقل نسبياً بسبب تقدم المجتمع. بعد توضيح المعنى الثقيل لكلمة الأبابة، يذهب بوير أبعد من ذلك ويخرج باستنتاج أن الأبابة في بعض المستويات لها ما يبررها كحالة مادية من الإحساس القومي. وبربط هذه النقطة بموضوع الأوستالغي، فإنه من المستحيل نظرياً أن نعتقد أن الأوستالغي هي أبابة الألمان الشرقيين. بما أن الأبابة مزيج من القومية والخروج من الأمة، فإنه سيكون من الصعب جداً أن نفكر بالحدث البهيج بإعادة توحيد ألمانيا تصبح مصدراً لذلك.
ثانياً، يناقش بوير الأبابة في سياق الحرب العالمية الثانية، والتي تشكل حدثاً مهماً في ألمانيا والتي أوجدت مأزق عبء الماضي. وفقاً لبوير، فإن التقسيم الذي فُرض بين ألمانيا الغربية وألمانيا الشرقية ليس بباسطة حقيقة جيوسياسية لمعاقبة ألمانيا على جرائم الحرب. تاريخ الرايخ الثالث الذي يجعل الجيل الألماني بعد الحرب يشعر بالعار حول الماضي، ومن الواضح أنه عبء تاريخي. وللتغلب على هذا العبء، هنالك إستراتيجية واحدة يتبعها كلا الألمانيتين هي الإدعاء بأن الجانب الآخر من ألمانيا أكثر «ألمانيةً»، أي أن الجانب الآخر فاشي ويجب أن يكون أكثر مسؤوليةً عن جرائم الحرب العالمية الثانية. يذهب بوير إلى أبعد من ذلك ليبين أن تحديد هوية كل دولة يعتمد على بعضهما البعض. فألمانيا الغربية تحتاج وجود ألمانيا الشرقية لتعكس هويتها السياقية الخاصة، وو كذلك ألمانيا الشرقية. الوضع تغير منذ إعادة الوحدة، فالألمانيتين السابقتين لم تعودا موجودتين، وألمانيا الشرقية لم تعد عدواً صالحاً للتخيل. ولكن لم تختفي إستراتيجية بناء «ألمانوية غربية» تماماً. غيرت إعادةُ الوحدة البنية الاجتماعية لألمانيا الغربية بشكلٍ ملحوظ، معظم المؤسسات في ألمانيا الغربية مُحافظ عليها. ولذلك، يمكن أيضاً الحفاظ على إستراتيجية معاملة ألمانيا الشرقية كعدو متصور بعد إعادة الوحدة. وهذا يعني أن الأوستالغي كفكرة نشأت في هذا السياق يُمكن أن تكون مستخدمة من قبل الألمان الغربيين لبناء صورة وهمية عن ألمانيا الشرقية، بالرغم من أن ألمانيا الشرقية لم تعد موجودة في الجغرافيا الحديثة.
ثالثاً، بحثَ بوير في العلاقات الشرقية-الغربية (فيما يتعلق بألمانيا) الحالية، ووجد أن رأي الألمان الغربيين هو السائد في العلاقات بين الشرق والغرب ويرفضون أن يتعاملوا مع أي رأي من مواطني ألمانيا الشرقية السابقة على محمل الجد. ويقول بوير: أنه من الممكن أن يتخيل مواطنو جمهورية ألمانيا الديميقراطية بعض جوانبها؛ ولكن لا يمكن لأي واحدٍ منهم أن يتصور حقاً أن يعود إليها. ألمانيا الشرقية في هذا الخطاب هي «موجودة فعلاً» من وجهة نظر الألمان الشرقيين. وجهة النظر الألمانية الشرقية (بالرغم من فردية تاريخها، وسياستها، وهيكليتها، وأسلوب الحياة، وآفاقها) نوعاً ما غير موجودة وبالتالي غير قادرة لتتحدى الصورة «الغربية» المتخيلة عن ألمانيا الشرقية. بما أن الفروقات بين الشرق والغرب حقيقية ومتعمقة في كلا المستويان الاجتماعي والسياسي، فهيكلية «اللاوجود» لألمانيا الشرقية هي مجرد طوباوية (أو في الواقع ديستوبيا) من إنشاء الألمان الغربيين.